# Дунішуб
Дунішу́б — невеликий острів в Червоному морі в архіпелазі Дахлак, належить Еритреї, адміністративно відноситься до району Дахлак регіону Семіен-Кей-Бахрі.

## Географія
Розташований на південний схід від острова Дулакаль. Має овальну форму, довжина острова 1 км, ширина 0,6 км. Окрім південного сходу острів облямований кораловими рифами.